# Communauté de communes du Pays de Richelieu
La Communauté de communes du Pays de Richelieu est une ancienne communauté de communes française, située dans le département d'Indre-et-Loire et la région Centre-Val de Loire.

## Géographie

### Composition
Elle est composée des communes suivantes :
| Nom                 | Code Insee | Gentilé       | Superficie (km2) | Population (dernière pop. légale) | Densité (hab./km2) |
| ------------------- | ---------- | ------------- | ---------------- | --------------------------------- | ------------------ |
| Richelieu (siège)   | 37196      | Richelais     | 5,09             | 1 789 (2014)                      | 351                |
| Assay               | 37007      |               | 14,53            | 156 (2014)                        | 11                 |
| Braslou             | 37034      |               | 15,79            | 308 (2014)                        | 20                 |
| Braye-sous-Faye     | 37035      |               | 15,67            | 338 (2014)                        | 22                 |
| Champigny-sur-Veude | 37051      | Campinois     | 16,18            | 867 (2014)                        | 54                 |
| Chaveignes          | 37065      | Chaveignais   | 21,34            | 558 (2014)                        | 26                 |
| Courcoué            | 37087      | Courcouéziens | 15,66            | 264 (2014)                        | 17                 |
| Faye-la-Vineuse     | 37105      | Fagiens       | 17,55            | 274 (2014)                        | 16                 |
| Jaulnay             | 37121      | Jaulnaysiens  | 14,76            | 255 (2014)                        | 17                 |
| Lémeré              | 37125      | Lémeréziens   | 19,83            | 494 (2014)                        | 25                 |
| Ligré               | 37129      | Ligréens      | 27,70            | 1 077 (2014)                      | 39                 |
| Luzé                | 37140      |               | 20,30            | 267 (2014)                        | 13                 |
| Marigny-Marmande    | 37148      | Marignois     | 30,83            | 574 (2014)                        | 19                 |
| Razines             | 37191      | Razinois      | 14,73            | 241 (2014)                        | 16                 |
| La Tour-Saint-Gelin | 37260      | Gelinois      | 13,45            | 541 (2014)                        | 40                 |
| Verneuil-le-Château | 37268      | Verneuiliens  | 8,44             | 131 (2014)                        | 16                 |

## Historique
- 1er janvier 1999 : création de la communauté de communes
- 1er janvier 2017 : regroupement avec deux autres communautés de communes au sein de la nouvelle communauté de communes Touraine Val de Vienne.

## Démographie
La communauté de communes du Pays de Richelieu comptait 8 277 habitants (population légale INSEE) au 1er janvier 2007. La densité de population est de 30,4 hab./km².

### Évolution démographique
| 1968  | 1975  | 1982  | 1990  | 1999  | 2007  | 2013  | - | - |
| ----- | ----- | ----- | ----- | ----- | ----- | ----- | - | - |
| 9 689 | 9 082 | 8 918 | 8 600 | 8 417 | 8 277 | 8 159 | - | - |

### Pyramide des âges
| Hommes | Classe d’âge | Femmes |
| ------ | ------------ | ------ |
| 0,7    | 90 ans ou +  | 1,8    |
| 9,9    | 75 à 89 ans  | 14,2   |
| 17,7   | 60 à 74 ans  | 17,6   |
| 22,8   | 45 à 59 ans  | 21,7   |
| 17,8   | 30 à 44 ans  | 16,8   |
| 14,1   | 15 à 29 ans  | 12,5   |
| 17     | 0 à 14 ans   | 15,3   |

| Hommes | Classe d’âge | Femmes |
| ------ | ------------ | ------ |
| 0,5    | 90 ans ou +  | 1,4    |
| 6,8    | 75 à 89 ans  | 9,8    |
| 13,1   | 60 à 74 ans  | 13,9   |
| 20,7   | 45 à 59 ans  | 20,1   |
| 20,4   | 30 à 44 ans  | 19,3   |
| 19,6   | 15 à 29 ans  | 19,1   |
| 18,8   | 0 à 14 ans   | 16,4   |

## Politique communautaire

### Représentation

#### Présidents de la communauté de communes
| Période | Période  | Identité      | Étiquette | Qualité                               |
| ------- | -------- | ------------- | --------- | ------------------------------------- |
| 1999    | ...      |               |           |                                       |
| ...     | en cours | Hervé Novelli |           | Maire de Richelieu, secrétaire d'État |

### Compétences
- Aménagement de l'espace
- Développement économique
- Développement culturel et qualité de vie
- Création et gestion des services publics locaux
- Protection et mise en valeur de l'environnement

### Identité visuelle
|  | Logo de la Communauté de Communes |

### Sources
- Le splaf - (Site sur la Population et les Limites Administratives de la France)
- La base aspic - (Accès des Services Publics aux Informations sur les Collectivités)

## Pour approfondir